# 固体窒素
固体窒素（こたいちっそ）は、液体窒素がさらに冷却され、固体となった窒素である。1気圧において窒素の融点は−210.00 ℃であるため、1気圧においてこれより低い温度で窒素は固体となる。固体窒素は液体窒素を真空ポンプで冷却することで作成することができる（蒸発冷却の原理。最終的には気体の窒素と液体窒素が共存する）。冥王星は温度が非常に低いため、窒素が固体の状態で存在している。海王星の衛星・トリトンの南極にも固体窒素がある。

## 文献
1. ↑  理科年表
2. ↑  とっておき理科授業（信州大）
3. ↑  冥王星の地表に砂丘を確認、凍ったメタンで形成＝科学誌（ロイター）
4. ↑  アストロアーツ